# Senex libidinosus
Senex libidinosus (o amator) è il termine latino (senex= vecchio; libidinosus= lascivo) con cui viene identificato un particolare personaggio stereotipato della commedia classica e, in particolare, della palliata plautina.

## Caratteristiche
Il senex libidinosus è un uomo lascivo di età avanzata, caratterizzato da una forte libido a cui non può o sa porre freno. Il personaggio è in antitesi con le virtù che il pater familias dovrebbe saper dimostrare, mancando completamente di moderazione, saggezza e autocontrollo. Il senex è solitamente sposato con una donna di cui si sbarazzerebbe volentieri e che si invaghisce improvvisamente di una giovane schiava o eterea, spesso di cui è innamorato il suo stesso figlio o comunque il giovane protagonista maschile (l'adulescens) della commedia. L'infatuazione e la lussuria lo portano quindi a comportarsi in modo ridicolo e inappropriato per la sua età, imbellettandosi e profumandosi per tentare di ovviare al suo aspetto grottesco e decrepito, spesso fraintendendo le parole della giovane donna che desidera e diventando oggetto di ridicolo per gli altri personaggi e per il pubblico.

## Storia

### Origini
A causa della frammentarietà dei testi pervenuti, il ruolo del personaggio nella commedia nuova di Menandro non è chiaro: per Carl August Dietze e Francesco Arnaldi fu proprio Menandro a portare alla ribalta questo personaggio-tipo nell'Atene del IV secolo a.C., mentre critici letterari più recenti minimizzano il ruolo del senex nella produzione ateniese. Certo è che la lascivia di certi uomini anziani è stata descritta e derisa in tutta l'antichità classica e il senex libidinosus è oggetto di scherno, tra gli altri, nelle satire di Orazio, nelle elegie di Tibulllo e nei dialoghi di Luciano di Samosata.

### Ilsenexplautino
Le commedie plautine presentano almeno sette esempi di questo personaggio: Demeneto nell'Asinaria, Nicobulo e Filosseno in Bacchidi, Demifone nella Cistellaria, Demifone nel Mercator, Antofone nello Stichus e, soprattutto, Lisidamo nella Casina. Lisidamo è infatti il perfetto esempio della maschera del senex, un uomo non privo di una certe rispettabilità che si copre di ridicolo dopo essersi invaghito della giovanissima schiava Casina. La libido del personaggio è rimarcata da Plauto che, in uno dei rari esempi di omosessualità nelle sue opere, presenta Lisidamo anche come infatuato dello schiavo Olimpione. Come molti altri senex plautini, l'aspetto di Lisidamo è irrimediabilmente rovinato dall'età (viene descritto infatti come "senza denti", edentuli) e, per sedurre la schiavetta, si mette ulteriormente in imbarazzo truccandosi e profumandosi:
Ut illi placeam: et placeo, ut videor.»
(Plauto, Casina, trad. Gioachino Chiarini)
Inevitabilmente, il personaggio diventa oggetto di beffe e, alla fine, prima di essere perdonato, cade in una burla orchestrata dalla moglie Cleostrata.

### Nel Rinascimento
Il modello plautino fu ampiamente imitato anche nel Rinascimento, periodo in cui commediografi e drammaturghi recuperarono personaggi e modalità tipiche del teatro romano, tra cui la figura del senex libidinosus. Esempi del vecchio lascivo nel teatro cinquecentesco comprendono Pandolfo ne Lo Astrologo di Giovanni Battista Della Porta e Bonifacio nel Candelaio di Giordano Bruno.